# Saint-André-de-Seignanx
Saint-André-de-Seignanx – miejscowość i gmina we Francji, w regionie Nowa Akwitania, w departamencie Landy.
Według danych na rok 1990 gminę zamieszkiwało 1271 osób, a gęstość zaludnienia wynosiła 65 osób/km² (wśród 2290 gmin Akwitanii Saint-André-de-Seignanx plasuje się na 340. miejscu pod względem liczby ludności, natomiast pod względem powierzchni na miejscu 548.).